# Hydrogeologie

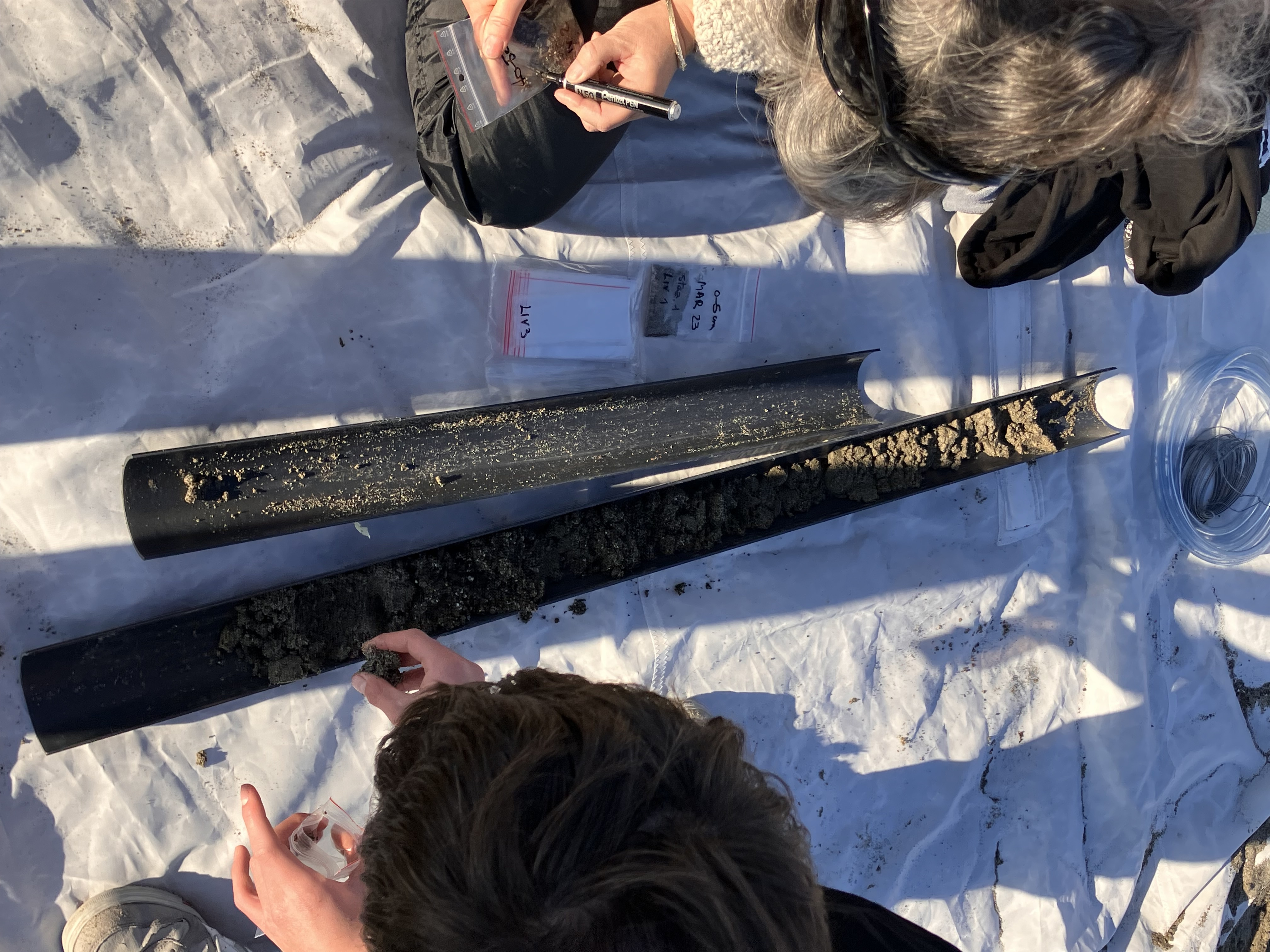
hydrogeologové při práci

Hydrogeologie je vědní obor zabývající se podzemními vodami, jejich původem, podmínkami výskytu, zákony pohybu, jejich fyzikálními a chemickými vlastnostmi a jejich interakcí s okolním prostředím (tj. s povrchovými vodami, horninami i atmosférou). Jedná se o aplikovanou vědu na pomezí geologie, chemie, hydrauliky a hydrologie, stejně jako některých technických disciplín (vodárenství, technologie úprav vody, vrtání a vystrojování vrtů).
Podle svého využití se hydrogeologie dělí na několik základních oborů, jejichž rozvoj je spojen s měnícími se potřebami společnosti v průběhu jejího historického vývoje. Prvopočátky hydrogeologie spadají do starověku a jsou spojeny s vyhledáváním a zřizováním vodních zdrojů. Ve středověku se hydrogeologie rozvíjí ve spojitosti s hlubinnou těžbou nerostných surovin a tedy i potřebou odvodnění dolů. V této době jsou položeny základy ložiskové a důlní hydrogeologie. Poznatků hydrogeologie je užíváno nejen při těžbě rudných a nerudných surovin, ale i při těžbě (či skladování) uhlovodíků (ropa, zemní plyn). Takový obor ložiskové hydrogeologie se stává součástí oboru ložiskového inženýrství.
V první polovině 20. století se dostává do oblasti zájmu problematika ochrany podzemních vod, značně již znečištěných či ohrožených průmyslovou činností. S potřebou určení rozsahu a způsobu dekontaminace znečištěných podzemních vod tak vzniká kontaminační a sanační hydrogeologie. S prudkým nárůstem populace souvisí také současné zvyšující se nároky na jímání podzemních vod k pitným i průmyslovým účelům (a tedy i zvyšující se potřeba ochrany kvality a zásob podzemních vod). Ve spojení s těmito potřebami a zároveň s rychlým vývojem nových metod a technologií dochází k neustálému rozvoji hydrogeologie. V hydrogeologii je tak vedle již klasických metod výzkumu využíváno také např. metod geofyzikálního průzkumu, analýz izotopového složení vod či analýz družicových snímků, přičemž tyto poznatky mohou být interpretovány za využití numerického modelování proudění podzemních vod a transportu.